# SAS Institute
SAS Institute es una empresa multinacional con sede en Cary, Carolina del Norte, Estados Unidos. Es uno de los principales fabricantes de Inteligencia empresarial software, incluyendo su propio software, lo cual ayuda en dar acceso, gestionar, analizar y reportar sobre data para apoyar la toma de decisiones. Con una cifra anual de ventas de más de $1.680 millones es la empresa más grande de software que está en manos privadas en el mundo.

## Historia

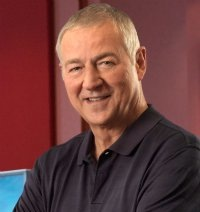
James Goodnight

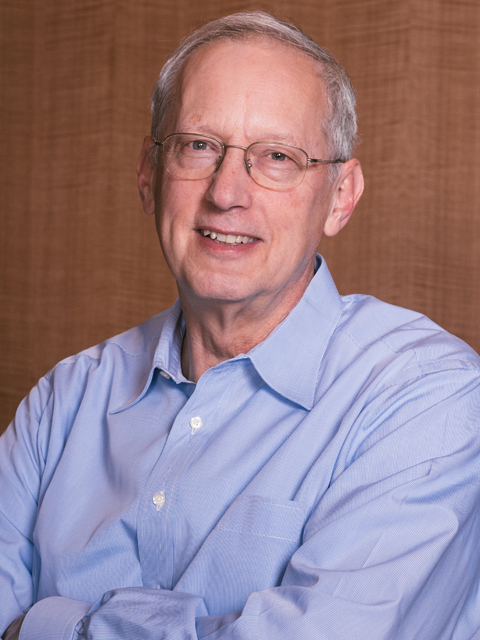
John Sall en 2012

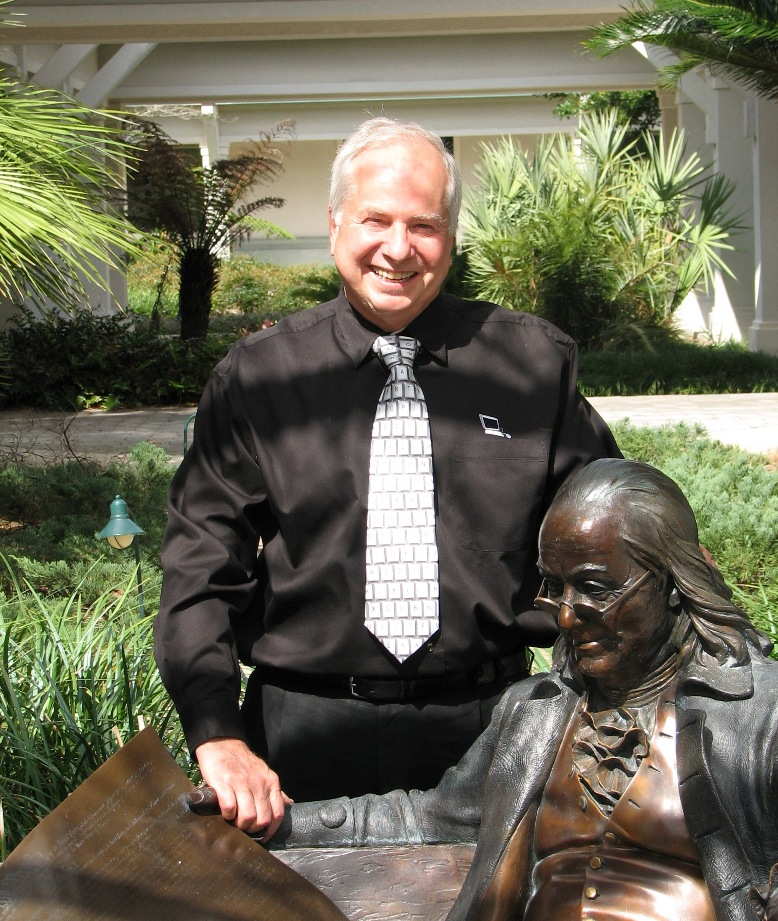
Tony Barr

SAS Institute fue fundado por Anthony James Barr, James Goodnight (su actual director general), John Sall y Jane Helwig el 1 de julio de 1976. Su nombre es el acrónimo de statistical analysis systems («sistemas de análisis estadístico») aunque, posteriormente, al extender su oferta de productos más allá de los meramente dedicados al análisis estadístico, pasó a utilizarlo como nombre propio.

## Productos
El primer producto de SAS Institute fue el SAS software package, un lenguaje de programación para el análisis estadístico de datos en mainframes de IBM.
Actualmente, este lenguaje de programación, llamado SAS base, es el motor de una serie de herramientas para la dirección estratégica de empresas, la gestión del riesgo financiero, el desarrollo de modelos de minería de datos, etc.